# Frederiksberg Criterium 2025
Frederiksberg Criterium 2025 er den første udgave af det danske criterium Frederiksberg Criterium. Det bliver afviklet den 17. august 2025 på en 4,22 km lang rute rundt om Frederiksberg Have på Frederiksberg. Start- og målstregen er placeret på Frederiksberg Allé ud for Frederiksberg Ældre Kirkegård. Eliteherrerne skal køre rundt på ruten i 75 minutter plus én omgang, mens damerne skal køre i 45 minutter plus én omgang. Kun inviterede ryttere og hold vil kunne deltage. Løbene bliver kørt dagen efter afslutningen på PostNord Danmark Rundt.

## Ruten
Efter starten er gået på Frederiksberg Allé ud for Frederiksberg Ældre Kirkegård køre rytterne vestpå, inden de drejer til venstre og rammer Pile Allé og køre forbi Hansens Gamle Familiehave. Når de rammer krydset mellem Roskildevej og Vesterbrogade, drejer de til højre af Roskildevej og starter opstigningen på Valby Bakke med en stigning på 4% i vestlig retning. Her går turen forbi KB Tennis, Hærens Officersskole på Frederiksberg Slot og København Zoo. Derfra drejes der igen til højre og turen går op ad Søndre Fasanvej i nordlig retning, inden der drejes til højre ad Smallegade hvor gaden mødes med Peter Bangs Vej, Nordre Fasanvej og Søndre Fasanvej. Lige efter rytterne er kommet forbi Frederiksberg Rådhus, forsætter de ligeover i krydset og rammer Gammel Kongevej. Efter en kort tur på Madvigs Allé i sydlig retning, drejer rytter igen ind på Frederiksberg Allé og rammer målstregen efter en rundtur på 4,22 km.

## Deltagende hold
“Foreløbige lister”

### Damer
| DCU Elite Teams (2)- Team Sydbank Quooker Njord Law - Team Friis ABC ACR |
|                                                                          |

### Herrer
| UCI WorldTeam- Lidl-Trek UCI Kontinentalhold- ColoQuick |
|                                                         |